# Iso Pielpajärvi
Iso Pielpajärvi och Pikku Pielpajärvi eller Pielppajärvet är sjöar i Finland. De ligger i kommunen Enare i landskapet Lappland, i den norra delen av landet, 1 000 km norr om huvudstaden Helsingfors. Iso Pielpajärvi ligger 141,2 meter över havet. Arean är 98,1 hektar och strandlinjen är 9,07 kilometer lång. Sjön  ingår i Pasvik älvs huvudavrinningsområde. 
Vid sjön ligger Pielpajärvi ödemarkskyrka.